# 聖伊格納西奧 (貝尼省)
聖伊格納西奧是玻利維亞的城鎮，位於該國中部，由貝尼省負責管轄，距離首府特立尼達約100公里，始建於1689年7月31日，海拔高度144米，2008年人口14,215。

## 外部連結
- Detailed map of Moxos Province

14°59′46″S 65°38′24″W / 14.99611°S 65.64000°W